# NGC 6265
NGC 6265 (również PGC 59315 lub UGC 10624) – galaktyka soczewkowata (S0), znajdująca się w gwiazdozbiorze Herkulesa. Odkrył ją Albert Marth 28 czerwca 1864 roku.